# De Wielewaal (vzw)
De Wielewaal vzw was een Vlaamse ornithologische vereniging, opgericht op zondag 12 februari 1933 ten huize van Paul Hostie in de Prinsesstraat 39 te Antwerpen. De vereniging fuseerde in 2001 met Natuurreservaten vzw tot Natuurpunt.

## Beginjaren
De stichters van De Wielewaal waren ridder Georges Van Havre, E.H. De Bont, Robert Pauwels (medestichter van de Societé ornithologique de Centre de la Belgique in 1911), Edward Hertoghe, Jan Jacobs, luitenant Tislair, Albert Lambert en Paul Hostie. 

Bij de oprichting formuleerde de vereniging in het eerste artikel van haar statuten als doelstelling: 
"Het doel der ornithologische vereeniging "De Wielewaal" is de kennis der vogels te bevorderen door alle mogelijke middelen. Dit doel zal de Centrale trachten te verwezenlijken door het stichten van gewestelijke afdeelingen, door de organisatie van o.a. opleidings- en vervolmakingscursussen, gezamenlijke uitstappen, voordrachten, tentoonstellingen, prijskampen, artikels in dag- en weekbladen en tijdschriften, door de uitgifte van een eigen orgaan, door samenwerking met en bezoek aan de natuur-historische musea."
De eerste uitstap vond plaats naar de Brechtse heide op 30 maart 1933 met 6 aanwezigen. Op 24 oktober 1933 vond de eerste voordrachtavond plaats, die werd gegeven door E.H. Frans Segers en handelde over water- en moerasvogels, waarbij gebruik werd gemaakt van een serie lichtbeelden. Op 12 december 1937 werd in Turnhout de eerste Vlaamse Ornithologische Studiedag georganiseerd, een evenement dat zich jaarlijks tot op heden zou herhalen. Van 14 tot 17 mei 1948 ging de eerste nationale buitenlandse reis door naar Texel met 63 deelnemers. Nadien zouden vele volgen. 
In de beginperiode was E.H. Frans Segers, een katholieke en Vlaamse priester, als voorzitter de centrale figuur in de vereniging. Het idee en het initiatief om De Wielewaal te stichten kwam weliswaar niet van hem, maar van twee scouts-jeugdvrienden Albert Lambert en Paul Hostie. Op de stichtingsvergadering, waar Segers niet kon aanwezig zijn, omdat hij de zondagsmis moest verzorgen, werd de vereniging oorspronkelijk de Antwerpsche Vogelvrienden genoemd en waren de statuten tweetalig opgesteld. Op de eerste bestuursvergadering van 30 mei 1933,verwierp Segers, die niet onder stoelen of banken stak dat hij flamingant was, de Franstalige versie van de statuten; anders wou hij geen voorzitter worden. Er werd gekozen voor een middenweg: om de vereniging toch een nationalistisch karakter te geven werd gekozen voor de naam De Wielewaal, de vogel heeft namelijk de kleuren van de Belgische vlag, rood, geel en zwart, in zijn verenkleed.  
De vereniging had vanaf het begin een erevoorzitter, de Wijnegemse burgemeester Georges van Havre, die echter een jaar nadien al overleed. Enkel Henri Franckx, de derde nationale voorzitter, kreeg nog de titel van erevoorzitter toebedeeld. Het eerste bestuur van De Wielewaal bestond naast Frans Segers uit Paul Hostie als schrijver en Jos Schiltz als schatbewaarder.  
Van de acht stichters bleven enkel Albert Lambert en Paul Hostie actief in de vereniging. Een andere stichter, Jan Jacobs, werd in 1951 de eerste voorzitter van de Belgische Vogelreservaten. Een maand na de stichting van De Wielewaal in 1933 werd de nu nog steeds bestaande Koninklijke Belgische Ornithologische Federatie (K.B.O.F.) opgericht, een groepering van vogelhouders en vogelkwekers en, typerend voor die tijd, ook vogelvangers. Het vermoeden bestaat dat een van de stichters van De Wielewaal die na de stichting uit het zicht verdwenen, aan de basis ligt van deze oprichting, omdat hij zich er wellicht van had vergewist dat de oorspronkelijke doelstelling van De Wielewaal vogelvangst, -jacht of -houderij zou zijn.  
Op 21 januari 1937 werd De Wielewaal uitgebreid met een eerste lokale afdeling, in Turnhout. De reden was dat Segers als pastoor werd overgeplaatst en daarom van Antwerpen naar Vosselaar verhuisde. Ruim drie maanden later volgde de officiële stichting van afdeling Antwerpen op 11 mei 1937.

## Tweede Wereldoorlog
In de nummers van het blad Wielewaal uit de oorlogsjaren valt er maar weinig van de omstandigheden te merken. Ondanks de repressie en papierschaarste slaagden Segers en zijn redactieleden er in om vrijwel zonder onderbreking het maandblad te laten verschijnen. Ondanks herhaaldelijk aandringen van de Duitse bezetter om oorlogspropaganda te publiceren in het maandblad, slaagde Segers er met enige vindingrijkheid telkens in om dit te weerhouden. In het maandblad werd ook op andere manieren vrijwel geen woord gerept over de oorlog. Alleen in het dubbelnummer van mei-juni 1940 werd gewag gemaakt van 'moeilijke tijdsomstandigheden', zonder het woord oorlog te gebruiken.
Af en toe werd toch verwezen naar de oorlog. Zo noemt het aprilnummer van 1941 dat Paul Hostie waarnemingen tijdens zijn krijgsgevangenschap in Duitsland van 1 juni 1940 tot 19 januari 1941 zijn gedaan. In het julinummer van 1941 werd aangekondigd dat vanwege de papier-distributie het aantal bladzijden van De Wielewaal was teruggebracht op 24 bladzijden. In het juninummer van 1943 verscheen voor het eerst een mededeling betreffende het overlijden van een lid ten gevolge van een luchtaanval. Een van de latere overlijdensberichten betrof Leo Gonnissen, secretaris van afdeling Antwerpen, die begin 1945 om het leven kwam door een V1.

## Frans Segers
Frans Segers was een figuur met een duidelijk doel voor ogen, en een krachtige overtuiging. Hoewel 1953 een jubileumjaar was voor De Wielewaal slaagde Segers er niet in om de vogelstudie te scheiden van het geloof, net in een periode van triomfalistische en agressieve Katholieke Actie. Daardoor botste hij bijna met iedereen. Veel Vlaamse verenigingen of natuurtijdschriften ontstonden na een meningsverschil met Segers zoals de Vogelbescherming, en de Belgische Vogelreservaten op initiatief van Wielewaalstichter Jan Jacobs. Segers joeg door zijn flamingante houding ook de Franstalige leden tegen zich in het harnas: tijdens de algemene vergadering op 31 januari 1953 in Brussel trad Segers in conflict met Jozef Nagels, stichter en voorzitter van afdeling Brussel, die uiteindelijk, samen met zijn broer Jacques, de Waalse veldornitholgische vereniging Aves stichtte. Segers bekwam de uitsluiting van Nagels uit de vereniging tijdens de buitengewone algemene vergadering op 18 juli 1953 in Antwerpen. Het zal de eerste en enige keer zijn in heel de bestaansperiode van De Wielewaal dat een lid uit de vereniging wordt gezet.
Ook richtte de katholieke en Vlaamsgezinde Segers, als antwoord op de vooral pluralistische Belgische Jeugdbond voor Natuurstudie, op 11 november 1967 de Wielewaaljongeren op. Deze hadden met 't Wielewaaltje een eigen tijdschrift. Julius Smeyers werd de eerste voorzitter. Vier jaar na het overlijden van Segers in 1969 splitste de Wielewaaljongeren in Natuur 2000, die het niet eens was met de manier van werken van de 'oude garde' van De Wielewaal, en de Wielewaaljongeren. Richard Vergaelen werd de voorzitter van de Wielewaaljongeren, Julius Smeyers van Natuur 2000. Na jaren onderhandelen tussen het Wielewaal-hoofdbestuur en de jongeren fuseerden op 16 april 1983 de Belgische Jeugdbond voor Natuurstudie en de Wielewaaljongeren tot de Jeugdbond voor Natuurstudie en Milieubescherming (JNM), thans Jeugdbond voor Natuur en Milieu. Natuur 2000 bleef haar eigen koers varen. De nieuwe jeugdbond was tevens met De Wielewaal overeengekomen dat deze laatste de jeugdactiviteiten uit haar statuten zou schrappen.
Op 22 september 1968 werd Segers, negen maanden voor zijn plotse overlijden, uitvoerig gevierd voor zijn 80ste verjaardag, 35 jaar voorzitterschap en 35 jaar De Wielewaal. In de ochtend was er een misviering in het Heilig Grafinstituut, gevolgd door een receptie op het Wielewaalhuis en ten slotte een feest waarbij een aantal sprekers optraden, namelijk Henri Franckx, Tony Feremans, August Claes, Germain Lacres, Pierre Caron en Guido Thijs.

## Na Segers
Na de dood van voorzitter Segers in 1969 leefde zijn naam voort in het Frans Segersreservaat, een natuurgebied bij Turnhout rondom het riviertje de Aa. Er werd besloten een triumviraat voor het voorzitterschap te houden; jaarlijks zou er een voorzitterswissel zijn met Henri Franckx, Germain Lacres en Frans Grootaers, toen de hoofdredacteur van het maandblad Wielewaal. Franckx, die bij het overlijden van Segers ondervoorzitter was en dus automatisch voorzitter werd, werd wat later vervangen door Lacres. Toen het jaar nadien Grootaers voorzitter zou moeten worden werd op de jaarlijkse algemene vergadering van deelgenoten geopperd om toch continuïteit te houden in het voorzitterschap. Lacres bleef dan voorzitter, en dat elf jaar lang tot 1980. Toen hij er mee stopte, nam Franckx de fakkel over. Hij bleef voorzitter tot zijn afscheid in 1994. Vanaf dan tot de fusiegesprekken met Natuurreservaten vzw was Luc Meul voorzitter. 
Tot in de jaren 1980 was De Wielewaal een louter ornithologische vereniging. Omwille van de veranderende interesses van de leden en om nieuwe groepen te bereiken, werden de doelstellingen uitgebreid. De Wielewaal werd een 'vereniging voor vogel- en natuurstudie'. De vereniging kreeg in 1983, door haar 50-jarig bestaan, de titel 'koninklijke'. De Wielewaal behield dit predicaat tot de fusie in 2001. 

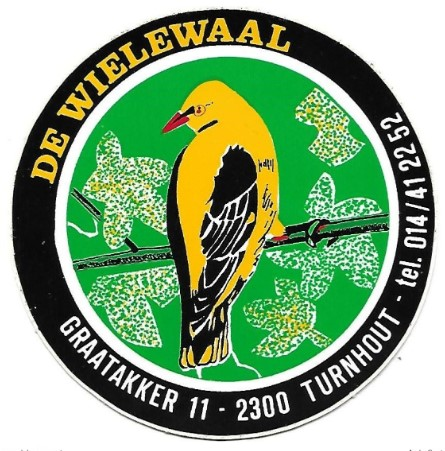
Sticker van De Wielewaal uit de jaren 1980

## Het Wielewaalhuis
Oorspronkelijk was het secretariaat gevestigd in de Begijnhof 47 in Turnhout, waar Segers woonde. Nadien kocht Segers in 1961 met eigen middelen een woning uit 1911 in de Graatakker te Turnhout. Op 20 april 1963 volgde de officiële opening van wat toen het Kempens Vogelmuseum werd genoemd. Heel wat opgezette vogels, die werden bekomen door talloze privégiften van verzamelaars, werden tentoongesteld, sommige in een moderne opstelling met een beeld van het bijhorende biotoop. In de volgende jaren kreeg het museum per jaar meer dan tweeduizend bezoekers over de vloer.
Het Kempens Vogelmuseum werd later hernoemd tot Wielewaalhuis. Het diende niet enkel als museum, maar ook als zetel van het secretariaat en de plaats voor de jaarlijkse algemene vergadering van afgevaardigden van de afdelingen. Segers en Emerence Meyers, nationaal penningmeester, hebben hier ook jaren gewoond. Segers schonk uiteindelijk het huis aan de vereniging. Bij een renovatie in 1998 ging een groot deel van de collectie verloren, maar in 2001 groeide deze weer door de aankoop van een collectie opgezette vogels en zoogdieren van een privéverzamelaar. De verzameling groeide uit tot meer dan duizend stukken.

## Reservatenwerking
In 1946 werd door Segers voor het eerst melding gemaakt van het oprichten van natuurreservaten. Kort tevoren had de vereniging Ardenne et Gaume namelijk Les Roches noires in Comblain-au-Pont aangekocht. Volgens Segers moesten natuurreservaten opgericht worden om het landschap en vogels te beschermen. In 1948 werd gestart met het oprichten van Ornithologische Studie Centra (OSC's) die niet in het bezit van de vereniging waren, maar door, soms fragiele, meestal mondelinge overeenkomsten werden bekomen.
De Belgische Vogelreservaten kocht in 1953 voor 900.000 frank 19 hectare van de Snepkensvijver op de grens van Herentals en Kasterlee. Segers besloot in datzelfde jaar ook een reservaat aan te kopen, namelijk de Tikkebroeken, op de grens van Kasterlee en Oud-Turnhout. Om deze aankoop mogelijk te maken werd De Wielewaal op 14 maart 1953 omgevormd tot een vzw. Stichtende leden waren Segers, Emerence Meyers, Frans Grootaers, Jos Cuypers, Joseph Nagels en Antoon Uyttendaele. De kosten van de aankoop werden gedragen door de vereniging (voor 50.000 frank), de afdelingen (voor 20.000 frank), en een gift van Segers en Meyers. De eerste percelen in 1953 waren samen 1,5 ha groot. Nadien volgden nog meer kleine aansluitende verwervingen.
Tien jaar na de eerste aankoop had de vereniging twee reservaten in eigendom, namelijk de Tikkebroeken (6,5 ha) en De Korhaan (2 ha). Dit laatste was een privéschenking van Segers. Daarnaast waren er 13 OSC's, samen circa 1.500 ha. In 1969 telde de vereniging 36 OSC's met een totale oppervlakte van 4.000 ha. Enkele jaren nadien was de oppervlakte in eigendom gegroeid naar 18 ha, waarvan het grootste deel voor de uitbreiding van de Tikkebroeken.
Later zou, door de toegenomen beschikbare gelden van onder andere giften en subsidies, de aankoop van reservaten sterk toenemen.

## Tijdschriften
Tussen 1934 en 1937 publiceerde De Wielewaal vier keer per jaar een soort mededelingen-bestuursblad. Van 1938 tot 2001 verscheen maandelijks met (De) Wielewaal een volwaardig ledenblad. Het tijdschrift werd oorspronkelijk uitgegeven in samenwerking met het Nederlandse tijdschrift De Zwerver in Gods Vrije Natuur, maar deze publicatie hield in 1953 in Nederland op te bestaan. Met ingang van 1986 verscheen Wielewaal nog zes keer per jaar met algemene natuurartikels.
Daarnaast werd vier keer per jaar ook Oriolus gepubliceerd, met hoofdzakelijk artikels over vogels. Tijdens en na de Tweede Wereldoorlog berichtte het blad geregeld over vogels in Belgisch Kongo. Na 1991 ontvingen de leden Oriolus alleen op verzoek. In 2001 veranderde de titel van dit tijdschrift in Natuurpunt.Oriolus.
Het tijdschrift De Wielewaal kende volgende hoofdredacteurs:
- 1933-1957: Frans Segers
- 1958-1980: Frans Grootaers
- 1981-1987: Hubert Meeus
- 1987-2001: Gie Luyts

Hoofdredacteurs van Oriolus waren:
- 1988-1997: Rogier De Fraine
- 1997-1998: Paul Herroelen
- 1999-2022: Koen Leysen

## NME De Wielewaal vzw
Op 16 december 1995 had de stichtingsvergadering plaats van Natuur- en Milieu-educatie De Wielewaal vzw, afgekort NME De Wielewaal. Stichtend lid en lange tijd voorzitter was Luc Meul, die dus een tijd lang voorzitter van beide verenigingen was. De oprichting van een tweede vzw binnen de schoot van De Wielewaal was nodig omdat zich het probleem voordeed dat De Wielewaal subsidies ontving als natuurbehoudsvereniging (de zogenaamde MINA-subsidies voor de aankopen natuurgebieden en als vergoeding voor vertegenwoordiging in de Minaraad) en tegelijk als socio-culturele vereniging. Die subsidies mochten niet tegelijk plaatsvinden. Door veranderende wetgeving aangaande subsidieverlening moest De Wielewaal kiezen uit drie mogelijkheden: instelling, vereniging of dienstverlener. Uiteindelijk werd besloten tot oprichting van een extra eenheid, NME De Wielewaal vzw. Joris Bracquené werd de eerste educatieve medewerker en het is dankzij zijn inzet dat de erkenning als instelling voor socio-cultureel vormingswerk werd behaald. Na de fusie in 2001 werd de naam gewijzigd in Natuur.Educatie.

## Vanaf de jaren 1990 en de fusie
Tijdens de jaren van Lacres en Franckx was de werking op veel vlakken nog gebaseerd op de ideologie van Segers. Met het aantreden van Luc Meul als voorzitter op 20 februari 1994 en een geleidelijke verjonging van het nationaal bestuur veranderde er veel. De doelstellingen, werkingsmiddelen, communicatie en publicaties werden verruimd, gemoderniseerd en opengesteld voor het brede publiek. De vereniging kende een nooit geziene groei in ledenaantal, reservatenaankoop en modernisering van de tijdschriften. Dit zorgde er uiteindelijk voor dat de vereniging meer gelijkenissen begon te vertonen met Natuurreservaten vzw.
In 1999 besliste de 'raad der deelgenoten', de algemene vergadering van De Wielewaal, om fusiegesprekken met Natuurreservaten vzw aan te gaan. De uiteindelijke fusie kwam tot stand in 2001. Heel wat leden van de generaties van Segers en Franckx, maar ook nog heel wat jonge mensen, die nog steeds de ideologie van Segers, de eigenheid van De Wielewaal en haar rijk verleden in hun hart droegen, zagen dit met lede ogen aan. Een groot deel van de nieuwe jonge mensen in de vereniging die de voorbije jaren waren opgestaan hadden daar allemaal minder problemen mee. Toch was iedereen het rationeel gezien eens dat vanwege de belabberde toestand van de natuur het bundelen van de krachten en werkingsmiddelen verantwoord was. De nieuwe fusievereniging werd Natuurpunt genoemd. De Wielewaal vzw werd een deel-vzw met als nieuwe naam "Natuurpunt Studie", waar de studieactiviteiten van de nieuwe vereniging in werden ondergebracht.

## Cijfers
Zowel het aantal leden als afdelingen nam in de loop van de tijd toe. De vereniging startte met 33 leden en dat aantal steeg tot ongeveer 10.000 in de laatste jaren voor de fusie in 2001. De Wielewaal kende in de loop der jaren ongeveer 60 afdelingen.